# Qualificazioni alla Coppa del Mondo di rugby 2011 - Asia
Le qualificazioni asiatiche alla Coppa del Mondo di rugby 2011 si tennero tra il 2008 e il 2010 e riguardarono 13 squadre nazionali asiatiche (divenute 12 in corso di torneo per via del ritiro della Cina per problemi burocratici) che dovettero esprimere una qualificata direttamente alla Coppa e destinarne una ai ripescaggi intercontinentali.
Tra le dodici squadre ammesse di diritto alla Coppa del Mondo di rugby 2011 non figurava alcuna Nazionale proveniente dal continente asiatico.
Le qualificazioni si svolsero su tre turni, coincidenti con i tornei continentali dell'Asian Five Nations 2008, 2009 e 2010; di fatto, quest'ultimo fu il turno vero e proprio di qualificazione, ma i due precedenti, stante il meccanismo di promozione/retrocessione, interessarono le squadre fino alla seconda divisione della competizione, teoricamente in grado di raggiungere il torneo finale di qualificazione.
A qualificarsi per la Coppa del Mondo, per la sesta volta consecutiva, fu il Giappone, mentre invece il Kazakistan, secondo classificato nell'Asian Five Nations 2010, per la prima volta accedette ai ripescaggi interzona.

## Criteri di qualificazione
- Primo turno (giugno — novembre 2008): esso corrispose alla disputa della prima e seconda divisione dell'Asian Five Nations 2008: quattro squadre presero parte alla prima divisione e altrettante alla seconda. La squadra prima classificata della prima divisione avanzò in Top 5, mentre la vincitrice della seconda divisione passò in prima[2].
- Secondo turno (aprile — maggio 2009): esso corrispose alla disputa del Top 5 e della prima divisione dell'Asian Five Nations 2009: cinque squadre presero parte al Top 5 e quattro alla prima divisione. La squadra retrocessa dal Top 5 uscì dalle qualificazioni e fu rimpiazzata dalla vincitrice della prima divisione, che così acquisì il diritto a disputare il terzo turno[2].
- Terzo turno (aprile — maggio 2010): fu il Top 5 dell'Asian Five Nations 2010: le quattro squadre non retrocesse più la squadra promossa dall'edizione precedente. La vincitrice, oltre al titolo di campione asiatica, guadagnò la qualificazione diretta alla Coppa del Mondo, mentre la squadra seconda classificata fu destinata ai ripescaggi intercontinentali.

## Situazione prima degli incontri di qualificazione
| Primo turno | Secondo turno | Terzo turno | Qualificate |
| --- | --- | --- | --- |
| 1ª divisione Asian Five Nations 2008: - Cina - Singapore - Sri Lanka - Taiwan 2ª divisione Asian Five Nations 2008: - India - Malaysia - Pakistan - Thailandia | Top 5 Asian Five Nations 2009: - Corea del Sud - Giappone - Hong Kong - Kazakistan - Promossa da 1ª div. Asian 5 Nations 2008 1ª divisione Asian Five Nations 2009: - Golfo Persico - Proveniente da 1ª div. Asian 5 Nations 2008 - Proveniente da 1ª div. Asian 5 Nations 2008 - Promossa da 2ª div. Asian 5 Nations 2008 | Top 5 Asian Five Nations 2010: - Proveniente da Top 5 Asian 5 Nations 2009 - Proveniente da Top 5 Asian 5 Nations 2009 - Proveniente da Top 5 Asian 5 Nations 2009 - Proveniente da Top 5 Asian 5 Nations 2009 - Promossa da 1ª div. Asian 5 Nations 2009 | Classificate direttamente: - Vincitrice Top 5 Asian 5 Nations 2008 Ai ripescaggi: - 2ª Top 5 Asian 5 Nations 2008 |

## Primo turno

### Esito del primo turno
- Singapore, Taiwan, Sri Lanka e Thailandia: qualificate al secondo turno

## Secondo turno

### Esito del secondo turno
- Giappone, Kazakistan, Corea del Sud, Hong Kong e Golfo Persico: qualificate al terzo turno

## Terzo turno

### Esito del terzo turno
- Giappone: qualificato alla Coppa del Mondo
- Kazakistan: ai ripescaggi interzona

## Quadro generale delle qualificazioni
In grassetto le squadre qualificate al turno successivo
| Primo turno | Secondo turno | Terzo turno                                                                                        | Qualificate                                                       |
| --- | --- | -------------------------------------------------------------------------------------------------- | ----------------------------------------------------------------- |
| 1ª divisione Asian Five Nations 2008: - Cina - Singapore - Sri Lanka - Taiwan 2ª divisione Asian Five Nations 2008: - India - Malaysia - Pakistan - Thailandia | Top 5 Asian Five Nations 2009: - Corea del Sud - Giappone - Hong Kong - Kazakistan - Singapore 1ª divisione Asian Five Nations 2009: - Golfo Persico - Taiwan - Sri Lanka - Thailandia | Top 5 Asian Five Nations 2010: - Corea del Sud - Giappone - Hong Kong - Kazakistan - Golfo Persico | Classificate direttamente: - Giappone Ai ripescaggi: - Kazakistan |